# Эллен (телесериал)
«Эллен» (англ. Ellen) — американский комедийный телесериал, который транслировался на канале ABC с 29 марта 1994 года по 22 июля 1998 года. Главную роль в шоу, рассказывающем о невротической владелице книжного магазина средних лет, сыграла Эллен Дедженерес. Сюжетные линии в сериале в основном были сосредоточены на повседневной жизни главной героини, её друзьях и личной жизни.
«Эллен» стал первым сериалом в истории, в котором главная героиня совершает каминг-аут как лесбиянка в знаменитом эпизоде четвёртого сезона «The Puppy Episode», который наблюдало более сорока миллионов зрителей, а в 1997 году он выиграл две премии «Эмми», в том числе и за лучший сценарий в комедийном сериале. Дедженерес одновременно со своей героиней открыла зрителям свою сексуальную ориентацию в интервью на «Шоу Опры Уинфри».
Сериал никогда не достигал успеха в телевизионных рейтингах, однако получал хорошие отзывы от критиков, благодаря чему просуществовал на экранах пять сезонов. Дедженерес четырежды номинировалась на премию «Эмми» за лучшую женскую роль в комедийном телесериале и трижды на «Золотой глобус» за лучшую женскую роль в телевизионном сериале — комедия или мюзикл, а сам сериал неоднократно отмечался другими наградами.